# 木村庄三郎 (11代)
11代 木村 庄三郎（きむら しょうざぶろう、1976年（昭和51年）1月12日 - ）は、大相撲の幕内格行司である。本名は重山 慶一郎（しげやま けいいちろう）。鳴戸部屋→田子ノ浦部屋所属。血液型はO型。

## 人物
大阪市東淀川区出身。1991年3月場所で元横綱・隆の里が師匠を務めていた鳴戸部屋から木村慶一郎の名で初土俵を踏む。
2001年1月場所幕下格に昇進し、木村隆男に改名。
2008年1月場所十枚目格昇進。
2013年に隆の里が死去した後に鳴戸部屋を継承した元前頭・隆の鶴が田子ノ浦の年寄名跡を襲名し、鳴戸部屋から田子ノ浦部屋に名義変更したため田子ノ浦部屋所属となった。
2023年11月場所11日目に担当した十両取組の水戸龍－志摩ノ海戦は水入りとなり、その際、同場所7日目の幕内取組の水入りとなった北青鵬－翠富士戦での木村寿之介の行為を真似て、自身も足の位置を塩でマークした。
それを木村寿之助は場内アナウンス席で見ていた。
2025年1月場所から幕内格に昇進。幕内格昇進と同時に11代木村庄三郎を襲名した。

## 履歴
- 1991年3月場所 - 初土俵：木村慶一郎。
- 1991年5月場所 - 序ノ口格として番付に初掲載。
- 1992年1月場所 - 序二段格昇進。
- 1996年1月場所 - 三段目格昇進。
- 2001年1月場所 - 幕下格昇進。木村隆男に改名。
- 2008年1月場所 - 十枚目格昇進。
- 2025年1月場所 - 幕内格昇進。11代木村庄三郎を襲名。